# RAMLink

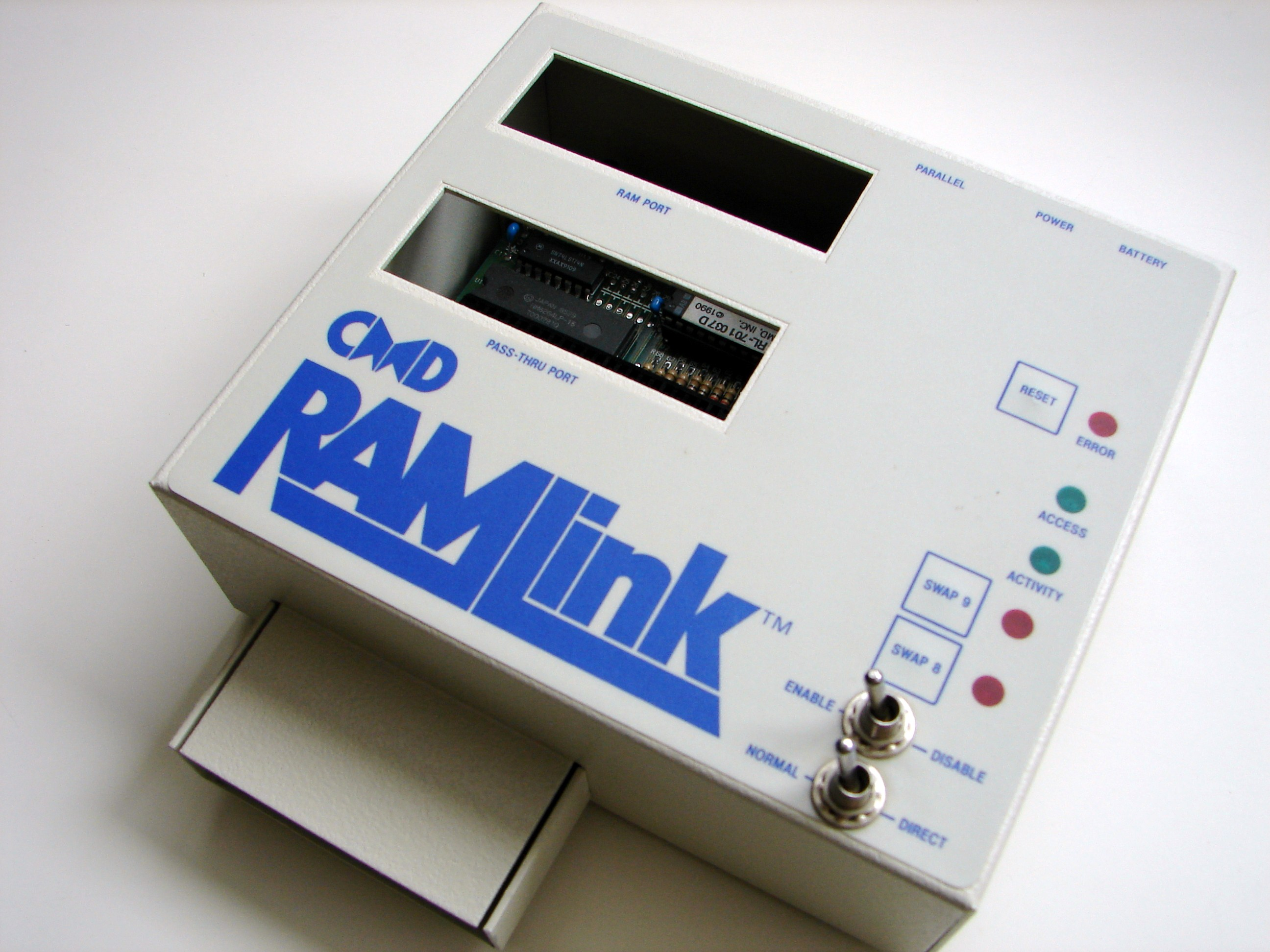
RAMLink

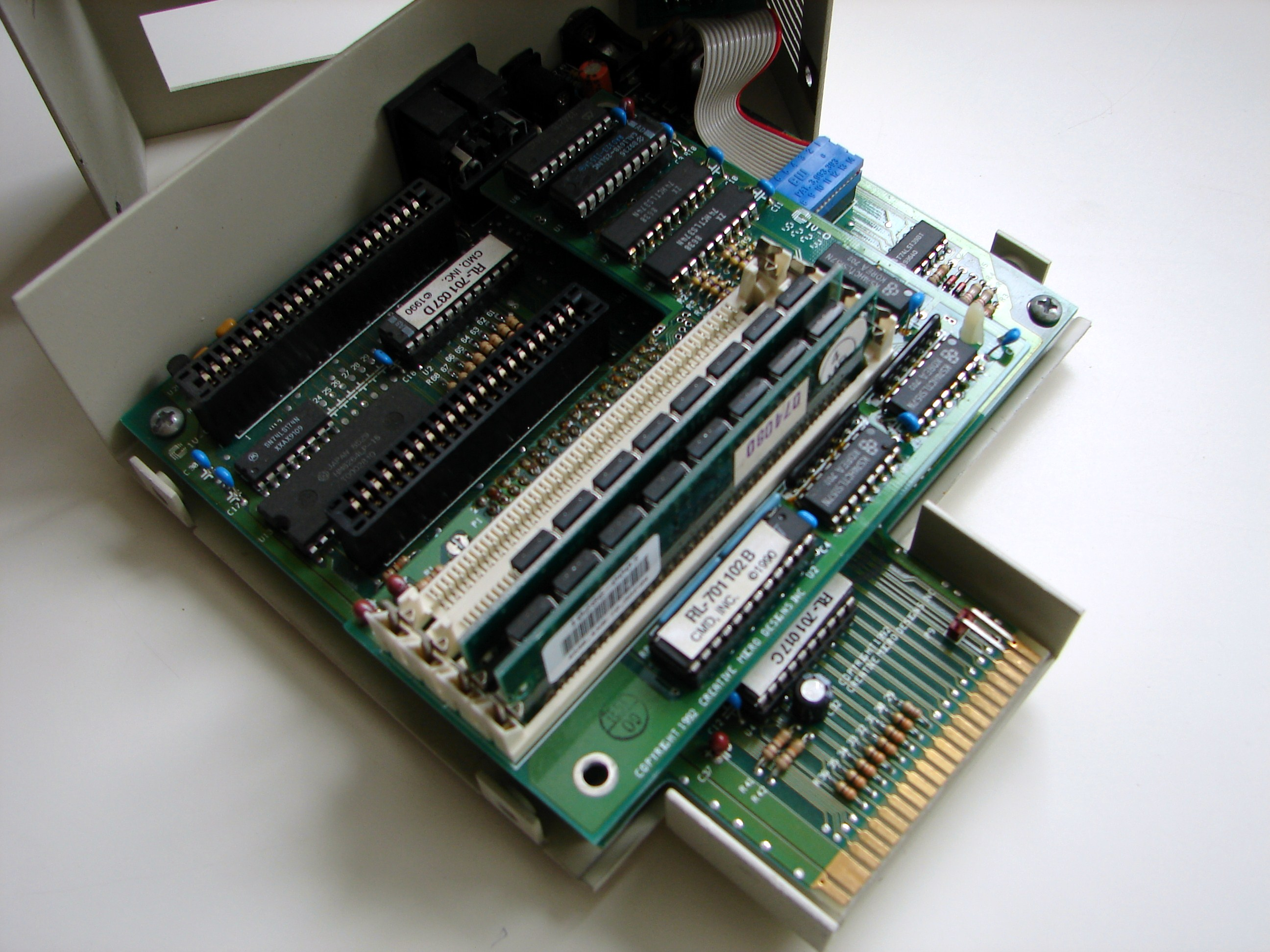
Geöffnetes Gehäuse des RAMLink

RAMLink ist ein Steckmodul zur Erweiterung des Arbeitsspeichers (RAM) für die Heimcomputer C64 und C128. Der von Creative Micro Designs (CMD) hergestellte RAMLink, der oft als RAM-Disk verwendet wird, ist eine Alternative zu den entsprechenden Erweiterungsmodulen von Commodore (REU-Reihe). Er arbeitet mit JiffyDOS. Es ist damit eine RAM-Disk, die sich wie ein Commodore-Laufwerk verhält. Sein bis zu 16 MB umfassender Speicher wird von einem externen Netzteil versorgt und ist zudem mit einem Akku gepuffert, so dass die Daten auch nach einem Stromausfall nicht verloren gehen. Der RAMLink emuliert die Laufwerke VC1541, VC1571, VC1581.
Als RAM-Disk arbeitet der RAMLink 400 Mal schneller als ein entsprechendes Diskettenlaufwerk (z. B. VC1541). Er besitzt einen speziellen parallelen Anschluss für die von CMD angebotenen Festplatten, eine interne Uhr (RTC) und zwei Expansion-Port-Steckplätze, von denen einer für eine Commodore RAM Expansion Unit (REU) und der andere für eine beliebige andere Steckkarte verwendet werden kann.